# Coelinidea pallida
Coelinidea pallida är en stekelart som beskrevs av Riegel 1982. Coelinidea pallida ingår i släktet Coelinidea och familjen bracksteklar. Inga underarter finns listade i Catalogue of Life.